# Bekoji
Bekoji es una ciudad en el centro de Etiopía, localizada en la región de Oromía a una altitud de 2810 metros, sobre la carretera hacia Goba que se construyó durante la ocupación italiana.
Bekoji es conocida por ser lugar de nacimiento de importantes atletas: Derartu Tulu, Fatuma Roba, Tiki Gelana, Mestawet Tufa, los hermanos Bekele (Kenenisa y Tariku) y las hermanas Dibaba (Ejegayehu, Tirunesh y Genzebe).